# Jetpur Unad Rana
Jetpur Unad Rana fou una de les branques en què estava dividit el principat de Jetpur al segle xx, abans de ser abolit el 9 d'agost de 1937 pel seu excessiu fraccionament. Estava governat per D. S. Vala Rawat Ram (probablement el mateix sobirà que Jetpur Bilkha). La superfície era de 31 km² i la població de 919 habitants.